# Comuna Iurkivți, Talalaiivka
Iurkivți (în ucraineană Юрківці) este o comună în raionul Talalaiivka, regiunea Cernihiv, Ucraina, formată din satele Dovhalivka și Iurkivți (reședința).

## Demografie
Componența lingvistică a comunei Iurkivți
     Ucraineană (97,39%)
     Rusă (2,61%)
Conform recensământului din 2001, majoritatea populației comunei Iurkivți era vorbitoare de ucraineană (97,39%), existând în minoritate și vorbitori de rusă (2,61%).